# Suchý Důl
Suchý Důl (deutsch Dörrengrund) ist eine Gemeinde in Tschechien. Sie liegt 16 Kilometer nordöstlich von Náchod und gehört zum Okres Náchod.

## Geographie
Suchý Důl erstreckt sich am westlichen Fuße des Hauptkammes des Falkengebirges entlang des Flüsschens Ledhujka. Nördlich erheben sich der Klůček (614 m n.m.) und der Supí hnízdo (Geierskorb, 702 m n.m.), im Westen der Modrý kámen (686 m n.m.) und südwestlich die Velká Kupa (708 m n.m.).
Nachbarorte sind Hlavňov im Norden, Křinice im Nordosten, Martínkovice im Osten, Slavný im Südosten, Bělý im Süden, Velká Ledhuje im Südwesten, Police nad Metují im Westen sowie Bukovice im Nordwesten.

## Geschichte

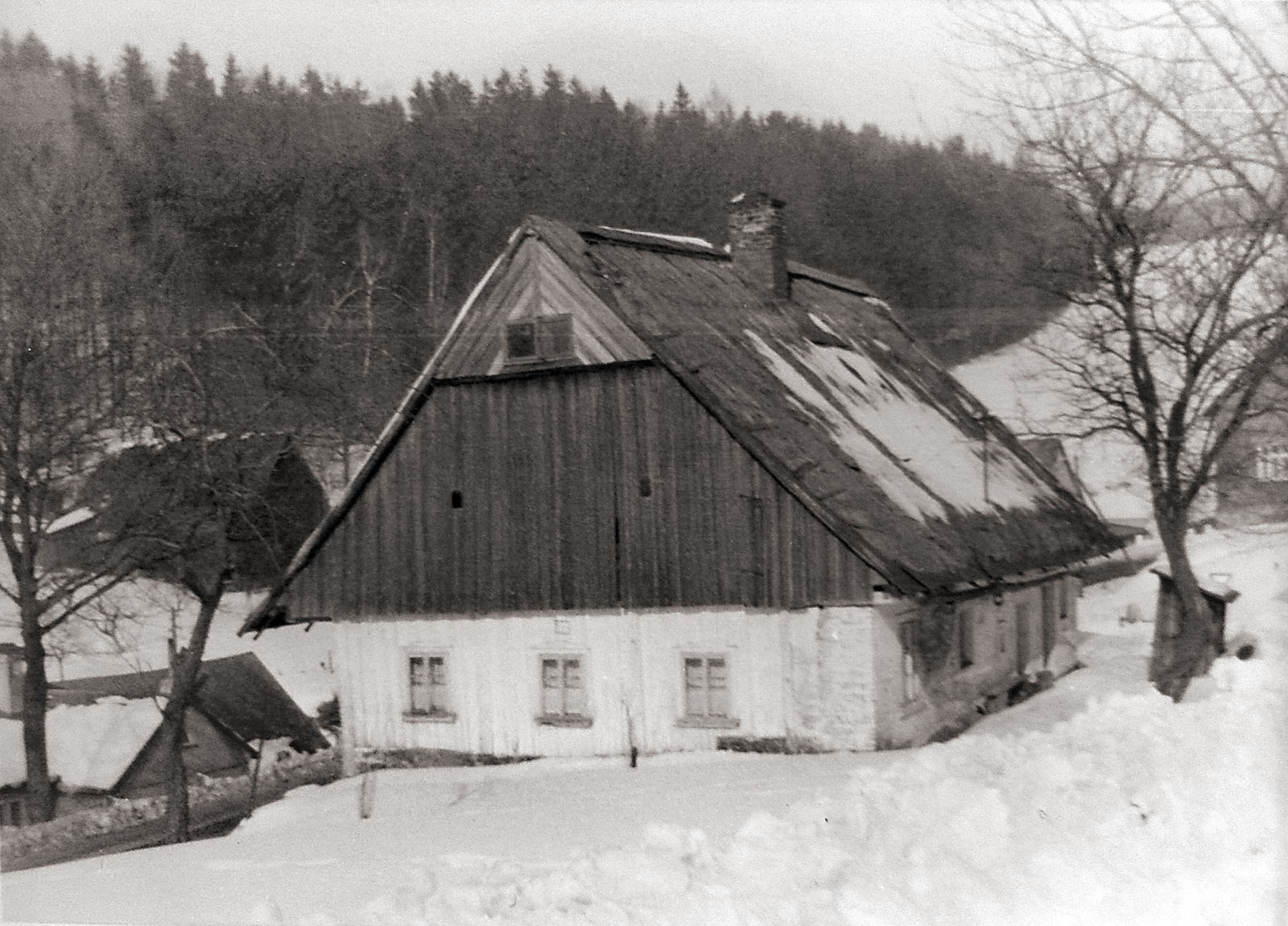
Suchý Důl 1980

Der im Zuge der Urbarmachung des Gebietes durch das Kloster Břevnov von deutschen Kolonisten um 1253 gegründete Ort wurde 1395 erstmals urkundlich erwähnt. Dörrengrund war das größte Dorf der zum Stift Braunau gehörigen Propstei Politz. Verwaltet wurde der Ort von der Scholtissei (šolcovna), einem Erbgerichtshof. 1561 gründete der Braunauer Abt Jan Chotovský das Dorf Klein Labnay. Nach der Aufhebung der Propstei Politz durch Kaiser Joseph II. im Jahre 1775 wurde daraus die Stiftsherrschaft Politz gebildet; unter der Bedingung der Zahlung einer jährlichen Pauschale von den Einkünften an den Religionsfonds verblieb sie im Besitz der Doppelabtei Braunau-Breunau.
Im Jahre 1836 bestand das im Königgrätzer Kreis gelegene Dorf Dürrengrund bzw. Suchodol aus 90 Häusern, in denen 682 Personen lebten. Im Ort gab es eine Schule, in der auch die Kinder aus Klein Labnay unterrichtet wurden, und zwei Mühlen. Pfarrort war Politz. Bis zur Mitte des 19. Jahrhunderts blieb das Dorf der Stiftsherrschaft Politz untertänig.
Nach der Aufhebung der Patrimonialherrschaften bildete Dörrengrund/Suchý Důl ab 1849 eine Gemeinde im Gerichtsbezirk Politz. Im Jahre 1868 wurde Suchý Důl dem Bezirk Braunau zugeordnet. Nach dem Münchner Abkommen verblieb Suchý Důl /Dörrengrund bei der "Resttschechei" und wurde dem Okres Náchod zugeordnet. Das Dorf war bis 1945 Grenzort zum Deutschen Reich, die Reichsgrenze verlief nördlich und östlich über den Falkengebirgskamm. Nach dem Ende des Zweiten Weltkrieges kam Suchý Důl zum Okres Broumov zurück. 1961 erfolgte die Aufhebung des Okres Broumov; Suchý Důl wurde in den Okres Náchod eingegliedert und gleichzeitig erfolgte die Eingemeindung von Slavný. Im Jahre 1986 verlor Suchý Důl seine Selbständigkeit und wurde zum Ortsteil von Police nad Metují. Seit dem 1. September 1990 besteht die Gemeinde wieder.

## Ortsteile
Die Gemeinde Suchý Důl besteht aus den Ortsteilen Slavný (Klein Labnay) und Suchý Důl (Dörrengrund), die zugleich auch Katastralbezirke bilden.

## Partnergemeinde
- Wambierzyce, Polen

## Sehenswürdigkeiten
- Statuengruppe der Hl. Dreifaltigkeit
- Kapelle Maria Lourdes im Wald Ochozský les nordwestlich des Dorfes, errichtet 1883–1884
- Hölzerne Wallfahrtskapelle im Wald Ticháčký les nordwestlich des Dorfes. Sie wurde 1897 erbaut, nachdem der 14-jährigen Christina Ringl zwischen 1892 und 1895 dort 23 Mal die Jungfrau Maria erschienen sein soll. Nach einem Brand 2010 wurde sie wieder aufgebaut und am 8. Juli 2012 durch den Prager Erzbischof Dominik Duka unter Assistenz des Bischofs Jan Vokál geweiht[6].
- Kreuzweg mit Rosenkranztreppe an einer Quelle, geschaffen 1893
- Teufelsstein (Čertova skála), an der oberen Kapelle, Aussichtspunkt
- Albendorfer Weg mit Gedenksteinen und Kreuzen, südlich des Dorfes
- 300-jährige Linde im Dorf
- Felsschluchten Hruškova rokle, Liščí rokle und Hájkova rokle östlich des Dorfes; in letzterer befindet sich der Wasserfall Suchodolská Niagára